# Wereldkampioenschap handbal mannen 2019
Het 26ste wereldkampioenschap handbal voor mannen vond plaats in Duitsland en Denemarken in  januari 2019.. Het toernooi werd voor de eerste keer gewonnen door Denemarken.

## Toernooiformat
Deze editie bestaat uit een tweefasige groepsformule met daaropvolgend halve finales en een finale. Dit format werd voor het laatst toegepast op het WK van 2011. Bij de voorgaande edities volgde er na de groepsfase direct een knock-outfase, beginnend met de achtste finales. Onder druk van de televisieomroepen van de "grote handbalnaties" is de tweefasige groepsformule heropgenomen als format. Op het WK van 2017 werden Denemarken en Duitsland al vroeg uitgeschakeld in de achtste finales, tot teleurstelling van de televisieomroepen die meer wedstrijden opeisten. Dientengevolge heeft de IHF haar formule gewijzigd naar een tweefasige groepsformule. Hiermee zijn de "grote handbalnaties" vrijwel verzekerd van acht wedstrijden en de televisieomroepen daarmee van acht uitzendingen.
Tijdens het toernooi kreeg het nieuwe competitieformat veel kritiek, vanwege de zware fysieke belasting op de spelers. De landen die ver kwamen in het toernooi werden gedwongen tot het spelen van tien wedstrijden in zeventien dagen. Enkele spelers overwogen zelfs te gaan staken tijdens het wereldkampioenschap.

## Speelsteden
Het toernooi zal worden gehouden in de volgende speelsteden.
| Kopenhagen           | Herning              | Herning                          | Berlijn                          |
| -------------------- | -------------------- | -------------------------------- | -------------------------------- |
| Royal Arena          | Jyske Bank Boxen     | Jyske Bank Boxen                 | Mercedes-Benz Arena              |
| Capaciteit: 13.500   | Capaciteit: 15.000   | Capaciteit: 15.000               | Capaciteit: 14.800               |
|                      |                      |                                  |                                  |
| · Kopenhagen Herning | · Kopenhagen Herning | · Berlijn Keulen München Hamburg | · Berlijn Keulen München Hamburg |
| Keulen               | München              | München                          | Hamburg                          |
| Lanxess Arena        | Olympiahalle         | Olympiahalle                     | Barclaycard Arena                |
| Capaciteit: 19.250   | Capaciteit: 12.000   | Capaciteit: 12.000               | Capaciteit: 12.500               |
|                      |                      |                                  |                                  |

## Gekwalificeerde teams
| Competitie                        | Datums                       | Aantal | Gekwalificeerd                                                                       |
| --------------------------------- | ---------------------------- | ------ | ------------------------------------------------------------------------------------ |
| Gastlanden                        | 28 oktober 2013              | 2      | Denemarken Duitsland                                                                 |
| Wereldkampioen                    | 11–29 januari 2017           | 1      | Frankrijk                                                                            |
| Europees kampioenschap 2018       | 12–28 januari 2018           | 1      | Spanje                                                                               |
| Afrikaans kampioenschap 2018      | 17–28 januari 2018           | 3      | Angola Egypte Tunesië                                                                |
| Aziatisch kampioenschap 2018      | 18–28 januari 2018           | 4      | Bahrein Qatar Saoedi-Arabië Zuid-Korea                                               |
| Europese kwalificatie             | 25 oktober 2017–14 juni 2018 | 8      | Oostenrijk Kroatië Hongarije IJsland Noord-Macedonië Noorwegen Servië Rusland Zweden |
| Pan-Amerikaans kampioenschap 2018 | 16–24 juni 2018              | 3      | Argentinië Brazilië Chili                                                            |
| Wildcard                          | 9 mei 2018 10 oktober 2018   | 2      | Japan Korea                                                                          |

## Groepsfase

### Groep A
| Pos | Team          | Wed | W | G | V | Ptn | DV  | DT  | +/− | Kwalificatie |
| --- | ------------- | --- | - | - | - | --- | --- | --- | --- | ------------ |
| 1   | Frankrijk     | 5   | 4 | 1 | 0 | 9   | 138 | 113 | +25 | Hoofdronde   |
| 2   | Duitsland (G) | 5   | 3 | 2 | 0 | 8   | 142 | 110 | +32 | Hoofdronde   |
| 3   | Brazilië      | 5   | 3 | 0 | 2 | 6   | 127 | 129 | −2  | Hoofdronde   |
| 4   | Rusland       | 5   | 1 | 2 | 2 | 4   | 131 | 127 | +4  |              |
| 5   | Servië        | 5   | 1 | 1 | 3 | 3   | 127 | 146 | −19 |              |
| 6   | Korea         | 5   | 0 | 0 | 5 | 0   | 124 | 164 | −40 |              |

### Groep B
| Pos | Team            | Wed | W | G | V | Ptn | DV  | DT  | +/− | Kwalificatie |
| --- | --------------- | --- | - | - | - | --- | --- | --- | --- | ------------ |
| 1   | Kroatië         | 5   | 5 | 0 | 0 | 10  | 152 | 115 | +37 | Hoofdronde   |
| 2   | Spanje          | 5   | 4 | 0 | 1 | 8   | 142 | 114 | +28 | Hoofdronde   |
| 3   | IJsland         | 5   | 3 | 0 | 2 | 6   | 137 | 124 | +13 | Hoofdronde   |
| 4   | Noord-Macedonië | 5   | 2 | 0 | 3 | 4   | 131 | 139 | −8  |              |
| 5   | Bahrein         | 5   | 1 | 0 | 4 | 2   | 107 | 151 | −44 |              |
| 6   | Japan           | 5   | 0 | 0 | 5 | 0   | 121 | 147 | −26 |              |

### Groep C
| Pos | Team           | Wed | W | G | V | Ptn | DV  | DT  | +/− | Kwalificatie |
| --- | -------------- | --- | - | - | - | --- | --- | --- | --- | ------------ |
| 1   | Denemarken (G) | 5   | 5 | 0 | 0 | 10  | 167 | 103 | +64 | Hoofdronde   |
| 2   | Noorwegen      | 5   | 4 | 0 | 1 | 8   | 175 | 119 | +56 | Hoofdronde   |
| 3   | Tunesië        | 5   | 3 | 0 | 2 | 6   | 138 | 147 | −9  | Hoofdronde   |
| 4   | Chili          | 5   | 2 | 0 | 3 | 4   | 130 | 167 | −37 |              |
| 5   | Oostenrijk     | 5   | 1 | 0 | 4 | 2   | 121 | 148 | −27 |              |
| 6   | Saoedi-Arabië  | 5   | 0 | 0 | 5 | 0   | 112 | 159 | −47 |              |

### Groep D
| Pos | Team       | Wed | W | G | V | Ptn | DV  | DT  | +/− | Kwalificatie |
| --- | ---------- | --- | - | - | - | --- | --- | --- | --- | ------------ |
| 1   | Zweden     | 5   | 5 | 0 | 0 | 10  | 151 | 111 | +40 | Hoofdronde   |
| 2   | Hongarije  | 5   | 2 | 2 | 1 | 6   | 151 | 138 | +13 | Hoofdronde   |
| 3   | Egypte     | 5   | 2 | 1 | 2 | 5   | 132 | 133 | −1  | Hoofdronde   |
| 4   | Qatar      | 5   | 2 | 0 | 3 | 4   | 125 | 127 | −2  |              |
| 5   | Argentinië | 5   | 1 | 1 | 3 | 3   | 119 | 130 | −11 |              |
| 6   | Angola     | 5   | 1 | 0 | 4 | 2   | 121 | 160 | −39 |              |

## Hoofdronde

### Groep 1
| Pos | Team          | Wed | W | G | V | Ptn | DV  | DT  | +/− | Kwalificatie           |
| --- | ------------- | --- | - | - | - | --- | --- | --- | --- | ---------------------- |
| 1   | Duitsland (G) | 5   | 4 | 1 | 0 | 9   | 136 | 116 | +20 | Halve finales          |
| 2   | Frankrijk     | 5   | 3 | 1 | 1 | 7   | 133 | 122 | +11 | Halve finales          |
| 3   | Kroatië       | 5   | 3 | 0 | 2 | 6   | 124 | 117 | +7  | Wedstrijd om 5e plaats |
| 4   | Spanje        | 5   | 2 | 0 | 3 | 4   | 147 | 136 | +11 | wedstrijd om 7e plaats |
| 5   | Brazilië      | 5   | 2 | 0 | 3 | 4   | 128 | 149 | −21 |                        |
| 6   | IJsland       | 5   | 0 | 0 | 5 | 0   | 122 | 150 | −28 |                        |

### Groep 2
| Pos | Team           | Wed | W | G | V | Ptn | DV  | DT  | +/− | Kwalificatie           |
| --- | -------------- | --- | - | - | - | --- | --- | --- | --- | ---------------------- |
| 1   | Denemarken (G) | 5   | 5 | 0 | 0 | 10  | 147 | 116 | +31 | Halve finales          |
| 2   | Noorwegen      | 5   | 4 | 0 | 1 | 8   | 157 | 135 | +22 | Halve finales          |
| 3   | Zweden         | 5   | 3 | 0 | 2 | 6   | 148 | 137 | +11 | Wedstrijd om 5e plaats |
| 4   | Egypte         | 5   | 1 | 1 | 3 | 3   | 132 | 138 | −6  | wedstrijd om 7e plaats |
| 5   | Hongarije      | 5   | 1 | 1 | 3 | 3   | 134 | 144 | −10 |                        |
| 6   | Tunesië        | 5   | 0 | 0 | 5 | 0   | 113 | 161 | −48 |                        |

## Eindronde

### Halve finales
| 25 januari 2019 17:30 | Denemarken   | 38–30   | Frankrijk | Barclaycard Arena, Hamburg Toeschouwers: 12.500 Scheidsrechters: Gubica, Milošević (CRO) |
| 25 januari 2019 17:30 | M. Hansen 12 | (21–15) | Mahé 8    | Barclaycard Arena, Hamburg Toeschouwers: 12.500 Scheidsrechters: Gubica, Milošević (CRO) |
| 25 januari 2019 17:30 | 3×           | Verslag | 2× 4×     | Barclaycard Arena, Hamburg Toeschouwers: 12.500 Scheidsrechters: Gubica, Milošević (CRO) |

| 25 januari 2019 20:30 | Duitsland    | 25–31   | Noorwegen | Barclaycard Arena, Hamburg Toeschouwers: 12.500 Scheidsrechters: Horáček, Novotný (CZE) |
| 25 januari 2019 20:30 | Gensheimer 7 | (12–14) | Rød 7     | Barclaycard Arena, Hamburg Toeschouwers: 12.500 Scheidsrechters: Horáček, Novotný (CZE) |
| 25 januari 2019 20:30 | 2× 7× 1×     | Verslag | 2× 3×     | Barclaycard Arena, Hamburg Toeschouwers: 12.500 Scheidsrechters: Horáček, Novotný (CZE) |

### Wedstrijd om 7/8e plaats
| 26 januari 2019 17:30 | Spanje     | 36–31   | Egypte     | Jyske Bank Boxen, Herning Toeschouwers: 5.318 Scheidsrechters: Gjeding, Hansen (DEN) |
| 26 januari 2019 17:30 | Cañellas 9 | (17–18) | El-Ahmar 7 | Jyske Bank Boxen, Herning Toeschouwers: 5.318 Scheidsrechters: Gjeding, Hansen (DEN) |
| 26 januari 2019 17:30 | 1× 3×      | Verslag | 1× 3× 1×   | Jyske Bank Boxen, Herning Toeschouwers: 5.318 Scheidsrechters: Gjeding, Hansen (DEN) |

### Wedstrijd om 5e/6e plaats
| 26 januari 2019 20:30 | Kroatië     | 28–34   | Zweden   | Jyske Bank Boxen, Herning Toeschouwers: 6.075 Scheidsrechters: Schulze, Tönnies (GER) |
| 26 januari 2019 20:30 | Stepančić 5 | (13–16) | Ekberg 6 | Jyske Bank Boxen, Herning Toeschouwers: 6.075 Scheidsrechters: Schulze, Tönnies (GER) |
| 26 januari 2019 20:30 | 2× 3×       | Verslag | 2×       | Jyske Bank Boxen, Herning Toeschouwers: 6.075 Scheidsrechters: Schulze, Tönnies (GER) |

### Wedstrijd om 3e/4e plaats
| 27 januari 2019 14:30 | Duitsland    | 25–26   | Frankrijk | Jyske Bank Boxen, Herning Toeschouwers: 14.121 Scheidsrechters: Santos, Fonseca (POR) |
| 27 januari 2019 14:30 | Gensheimer 7 | (13–9)  | Mahé 7    | Jyske Bank Boxen, Herning Toeschouwers: 14.121 Scheidsrechters: Santos, Fonseca (POR) |
| 27 januari 2019 14:30 | 2× 6× 1×     | Verslag | 3× 4×     | Jyske Bank Boxen, Herning Toeschouwers: 14.121 Scheidsrechters: Santos, Fonseca (POR) |

### Finale
| 27 januari 2019 17:30 | Noorwegen | 22–31   | Denemarken  | Jyske Bank Boxen, Herning Toeschouwers: 15.003 Scheidsrechters: Gubica, Milošević (CRO) |
| 27 januari 2019 17:30 | Jøndal 9  | (11–18) | M. Hansen 7 | Jyske Bank Boxen, Herning Toeschouwers: 15.003 Scheidsrechters: Gubica, Milošević (CRO) |
| 27 januari 2019 17:30 | 1× 3×     | Verslag | 1× 3×       | Jyske Bank Boxen, Herning Toeschouwers: 15.003 Scheidsrechters: Gubica, Milošević (CRO) |

## Uitzendrechten
In Denemarken zagen 2.740.000 de finale op tv (1.584.000 - DR1, 1.156.000 - TV2). Hiermee was de handbalfinale het meest bekeken programma in Denemarken sinds 1992, het overtrof zelfs de EK finale voetbal van 1992, waarin Denemarken verrassend Europees kampioen werd (2,6 miljoen - TV2).
Rechthebbenden voor televisie-uitzendingen:
| Land                  | Uitzendgerechtigde          | Opmerkingen |
| --------------------- | --------------------------- | --- |
| Argentinië            | DirecTV                     | Voor de landen in Centraal Amerika en Zuid Amerika                                                                                 |
| Bosnië en Herzegovina | Arena Sport                 | |
| Bulgarije             | BNT                         | |
| Cyprus                | CYTA                        | |
| Denemarken            | DR                          | Alle wedstrijden live op respectievelijk drie DR zenders, TV2 of TV2 Sport. Simultane uitzending van de finale.                    |
| Denemarken            | TV 2                        | Alle wedstrijden live op respectievelijk drie DR zenders, TV2 of TV2 Sport. Simultane uitzending van de finale.                    |
| Egypte                | Presentation EG             | |
| Finland               | NENT                        | Alle 96 wedstrijden live op Viaplay en geselecteerde wedstrijden op Viasport.                                                      |
| Frankrijk             | beIN Sports                 | Alle wedstrijden |
| Frankrijk             | TF1                         | Franse wedstrijden in voorrondes, halve finale + finale, indien met Franse inbreng                                                 |
| Georgië               | Silknet                     | |
| Duitsland             | ARD en ZDF                  | Alle Duitse wedstrijden, clips en samenvattingen                                                                                   |
| Duitsland             | Eurosport                   | 15 wedstrijden, zonder Duitsland                                                                                                   |
| Duitsland             | Sportdeutschland.TV         | Alle wedstrijden live en On Demand op internet                                                                                     |
| IJsland               | RÚV                         | Alle IJslandse wedstrijden |
| Ierland               | FreeSports                  | 2× wedstrijden op zondag 20e/ma 21e/wo 23e, halve finales en finale                                                                |
| Israël                | Charlton Ltd.               | |
| Italië                | pallamano.tv                | 10 wedstrijden |
| Kroatië               | RTL                         | Alle Kroatische wedstrijden, geselecteerde overige wedstrijden, halve finales en finale                                            |
| Letland               | Sport1/Sport2               | |
| Litouwen              | Sport1/Sport2               | |
| Noord-Macedonië       | MKRTV                       | Alle Macedonische wedstrijden, halve finales en finale), Arena Sport                                                               |
| Moldavië              | Sport1/Sport2               | |
| Montenegro            | Arena Sport                 | |
| Nederland             | geen rechten                | |
| Noorwegen             | NENT                        | Alle 96 wedstrijden live op Viaplay, alle Noorse wedstrijden tevens op TV3 Norge en geselecteerde wedstrijden op Viasport.         |
| Oekraïne              | Sport1/Sport2               | |
| Oostenrijk            | ORF                         | Alle Oostenrijkse wedstrijden, halve finales en finale                                                                             |
| Portugal              | Sport TV                    | |
| Roemenië              | Telekom Romania, Digi Sport | |
| Rusland               | Match TV                    | Alle Russische wedstrijden |
| Servië                | Arena Sport, RTS            | Alle Servische wedstrijden, halve finales en finales                                                                               |
| Slovenië              | Šport TV                    | |
| Spanje                | TVE                         | |
| Zweden                | NENT                        | Alle 96 wedstrijden live op Viaplay, alle Zweedse wedstrijden tevens op TV3 en geselecteerde niet Zweedse wedstrijden op Viasport. |
| Verenigd Koninkrijk   | FreeSports                  | 2× wedstrijden op zondag 20e/ma 21e/wo 23e, halve finales en finale                                                                |
| Verenigde Staten      | Olympic Channel, NBCSN      | |
| Wit-Rusland           | Sport1/Sport2               | |
| Zuid-Korea            | JCBG                        | |
| Zwitserland           | TV24                        | 6 wedstrijden: 2 voorronde wedstrijden, 1 hoofdronde wedstrijd, 1 halve finale, finale                                             |

Radio:
- ERU (radiorechten voor hun leden radiostation in Europa)

## Toeschouwersaantallen
Het toernooi trok een recordaantal van 906.281 toeschouwers. 536.744 toeschouwers volgde de wedstrijden in de Duitse hallen van Berlijn, Keulen, München en Hamburg. In Denemarken volgde 369.537 toeschouwers de wedstrijden in de hallen van Kopenhagen en Herning.
| Speelstad  | Toeschouwers | Gemiddeld |
| ---------- | ------------ | --------- |
| Herning    | 265.303      | 9.826     |
| Keulen     | 201.582      | 15.506    |
| Berlijn    | 173.762      | 11.584    |
| München    | 136.400      | 9.093     |
| Kopenhagen | 104.234      | 4.343     |
| Hamburg    | 25.000       | 12.500    |